# Родербург, Кристиан
Кристиан Родербург (нем. Christian Roderburg; род. 1954, Дюссельдорф) — немецкий ударник.
Учился в Дюссельдорфе, преподавал в различных немецких музыкальных школах, с 1991 года преподаёт в отделении Кёльнской высшей школы музыки в Вуппертале; среди его учеников, в частности, Алексей Герасимец. В разные годы был художественным руководителем Дюссельдорфского ансамбля ударных инструментов (нем. Düsseldorfer Schlagzeugensemble) и ансамбля «Специалисты по обработке дерева, кожи и металла в Вуппертале» (нем. Die Spezialisten für Holz/Fell/Metall-Bearbeitung in Wuppertal), записал с ними три диска. Наиболее известен аранжировкой шести Сюит для виолончели соло Иоганна Себастьяна Баха для маримбы, все шесть обработок записаны самим Родербургом и опубликованы.
Является профессором в Университете музыки Кёльна. 